# Slanke tonijn
De slanke tonijn (Allothunnus fallai) is een straalvinnige vis uit de familie van makrelen (Scombridae) en behoort derhalve tot de orde van baarsachtigen (Perciformes). De vis is de enige soort van het geslacht Allothunnus. De vis kan een lengte bereiken van 105 cm.

## Leefomgeving
De slanke tonijn is een zoutwatervis. De vis prefereert een subtropisch klimaat.

## Relatie tot de mens
Deze vis is voor de visserij van beperkt commercieel belang. In de hengelsport wordt er weinig op de vis gejaagd.